# Nashville Street Circuit
Der Nashville Street Circuit – auch Music City Grand Prix Course – ist eine temporäre Motorsport-Rennstrecke der IndyCar Series im Bundesstaat Tennessee (USA). Der Kurs ist 3,49 Kilometer lang, was 2,17 Meilen entspricht.

## Geschichte
Die Rennstrecke führt am Stadion der Tennessee Titans (NFL) vorbei und über die Korean War Veterans Memorial Bridge in die Innenstadt. Die Rennstrecke ist die einzige weltweit, die ein so großes Gewässer wie den Fluss Cumberland River überquert.
Die Startlinie befindet sich auf der Memorial Bridge, während die Ziellinie sich auf Höhe des Nissan Stadiums befindet, wo auch die Boxenanlage untergebracht ist.

## Veranstaltungen
Einmal im Jahr wird der Stadtkurs eingerichtet für ein Rennen der IndyCar Series. Da Nashville als Zentrum für die Country Music gilt und der Spitzname der Stadt Music City ist, wird das Rennen Big Machine Music City Grand Prix genannt. Im Jahr 2021 wurde das Rennen zum ersten Mal ausgetragen und fand daraufhin auch in den kommenden 2 Jahren auf dem Kurs statt.
2024 wurde wegen des Ausbaus des Stadions zunächst eine umfangreiche Umgestaltung des Kurses in Erwägung gezogen. Der als Saisonabschluss geplante Event wurde letztendlich auf den Nashville Superspeedway verlegt.
Im Rahmenprogramm traten die GT America Series, die Trans-Am-Serie und die Stadium Super Trucks an.

## Statistik

### Sieger IndyCar Series
| Saison | Datum     | Fahrer          | Team                | Chassis | Motor | Renndistanz | Renndistanz      | Zeit    | Durchschnitt km/h (mph) |
| Saison | Datum     | Fahrer          | Team                | Chassis | Motor | Runden      | km (mi)          | Zeit    | Durchschnitt km/h (mph) |
| ------ | --------- | --------------- | ------------------- | ------- | ----- | ----------- | ---------------- | ------- | ----------------------- |
| 2021   | 8. August | Marcus Ericsson | Chip Ganassi Racing | Dallara | Honda | 80          | 279,4 (173,6 mi) | 2:18.50 | 116,849 (72,607)        |
| 2022   | 7. August | Scott Dixon     | Chip Ganassi Racing | Dallara | Honda | 80          | 279,4 (173,6 mi) | 2:06.24 | 128,335 (79,744)        |
| 2023   | 6. August | Kyle Kirkwood   | Andretti Autosport  | Dallara | Honda | 80          | 279,4 (173,6 mi) | 1:58.02 | 137,431 (85,396)        |